# Crinchon
Le Crinchon est une rivière de la région Hauts-de-France, du département Pas-de-Calais, affluent droit de la Scarpe, donc sous-affluent de l'Escaut.

## Géographie
La longueur de son cours d'eau est de 19 km.
Le Crinchon prend sa source à Bailleulmont, à 133 m d'altitude, au sud du lieu-dit le Marauny.
Et il conflue dans la Scarpe, en rive droite, au nord d'Arras, sur la commune de Saint-Nicolas.
Il coule globalement du sud-est vers le nord-est et passe sous le pont ferroviaire à Achicourt, franchi par les lignes d'Arras à Saint-Pol-sur-Ternoise et de Doullens à Arras.
Il séparait jadis Arras en deux, du côté ouest la ville, du côté est la cité. Dans Arras il a ensuite été couvert. De plus il longe, au sud-est la citadelle de Vauban et l'abbaye Saint-Vaast, aujourd'hui musée des beaux-arts d'Arras.

### Communes et cantons traversés

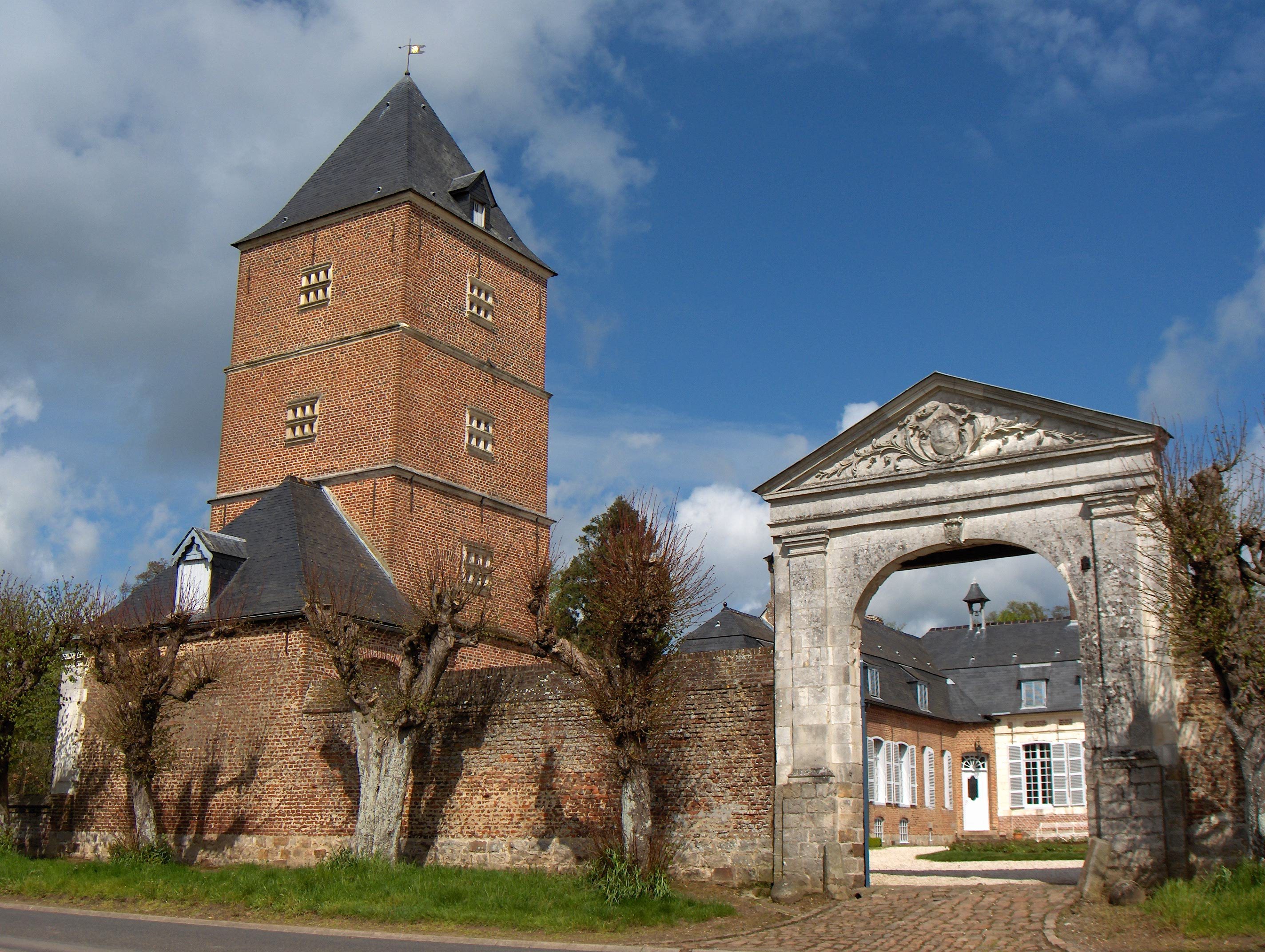
Le Château à Rivière.

Dans le seul département du Pas-de-Calais, le Crinchon traverse dix communes et trois cantons :
- dans le sens amont vers aval : Bailleulmont (source), Berles-au-Bois, Bailleulval, Basseux, Rivière, Wailly, Agny, Achicourt, Arras, Saint-Nicolas (confluence).

Soit en termes de cantons, le Crinchon prend source dans le canton de Beaumetz-lès-Loges, traverse le canton d'Arras-Sud et conflue dans le canton d'Arras-Nord, le tout dans l'arrondissement d'Arras.

### Bassin versant
Le Crinchon traverse une seule zone hydrographique 'Scarpe canalisée de l'écluse numéro 28 Saint-Nicolas à l'écluse numéro 29 Saint' (E201) de 426 km2 de superficie. Ce bassin versant est constitué à 87,02 % de « territoires agricoles », à 10,93 % de « territoires artificialisés », à 2,19 % de « forêts et milieux semi-naturels ».
Les bassins versants voisins du Crinchon sont au nord-ouest celui de la Canche, au nord celui de l'Ugy et de la Scarpe  au nord-est celui de la Scarpe,  à l'est et au sud celui du Cojeul, au sud-ouest celui de la Kilienne et de l'Authie, à l'est celui de la Grouche.

### Organisme gestionnaire
À défaut de syndicat constitué, la communauté de communes La Porte des Vallées, sis à Habarcq  est depuis le 29 mai 2013, le gestionnaire du plan de gestion du Crinchon. Le Crinchon est aussi décrit et aménagé dans le SCOT de la région d'Arras ou communauté urbaine d'Arras devenue communauté de communes La Porte des Vallées.

## Affluents

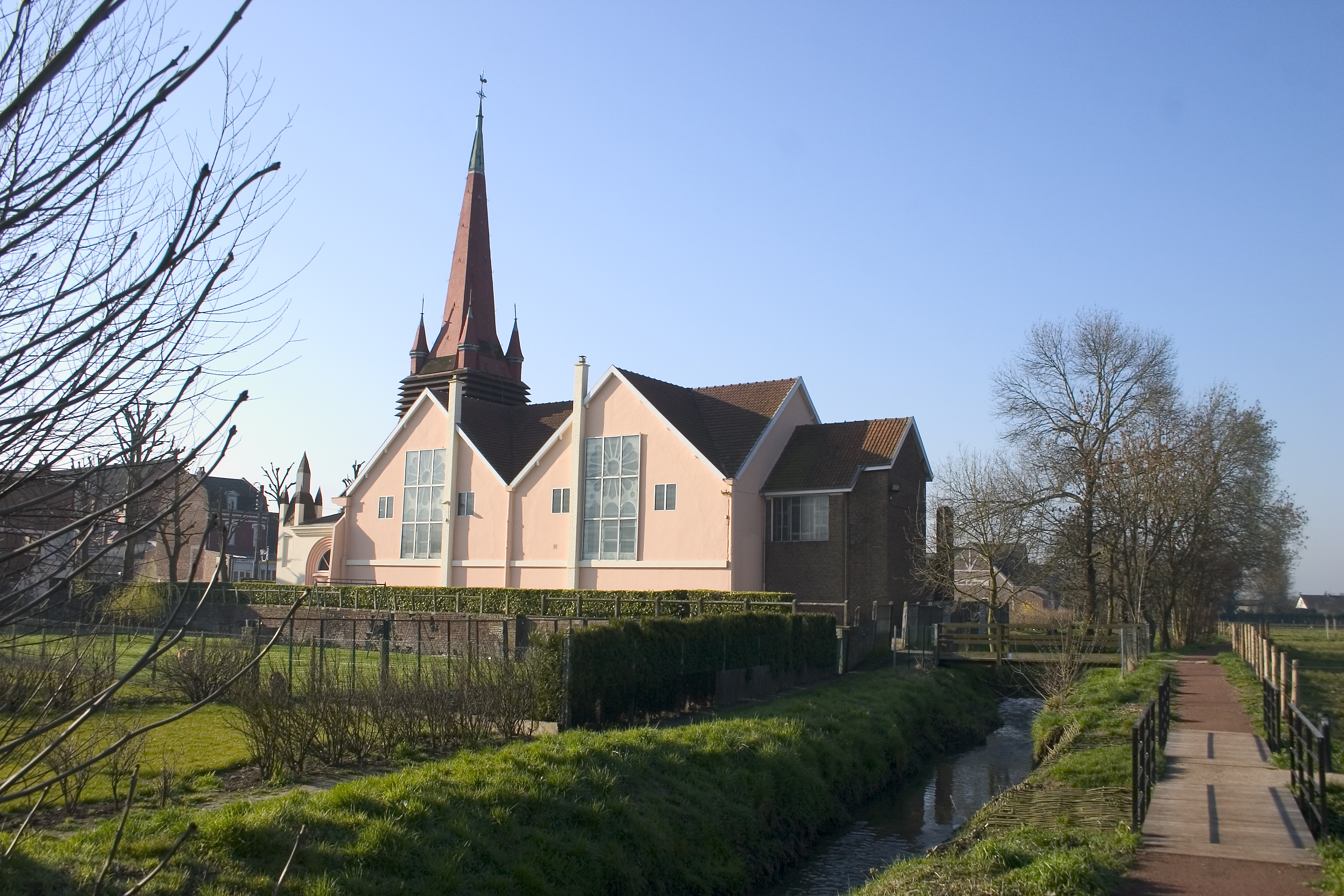
Le Crinchon derrière l'église Saint-Vaast d'Achicourt.

Le Crinchon a trois affluents référencés, :
- le Bailleulmont (rg) 1,3 km sur la seule commune de Bailleulmont.
- le Grand Fossé (rd) 0,8 km sur les deux communes de Bailleulmont et Berles-au-Bois[4].
- le Fossé de Berles (rd) 2 km sur les trois communes de Bailleulval, Rivière, et Basseux.
- le Fermont ou Fond d'Arras (rd) 2,1 km sur la seule commune de Rivière avec un seul affluent :
  - la Fosse à Cailloux (rd) 1,5 km sur la seule commune de Ransart[4].

## Hydrologie

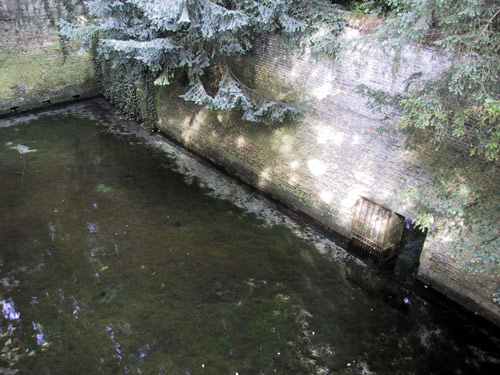
Puits alimentant le Crinchon à Rivière.

Le Crinchon possédait autrefois probablement de nombreux bras drainant et irriguant l'ancienne plaine marécageuse d'Arras ; il était l'une des rivières importantes de l'Artois (avec la Lys, la Scarpe, l'Aa, la Lave).

## Aménagement et pêche

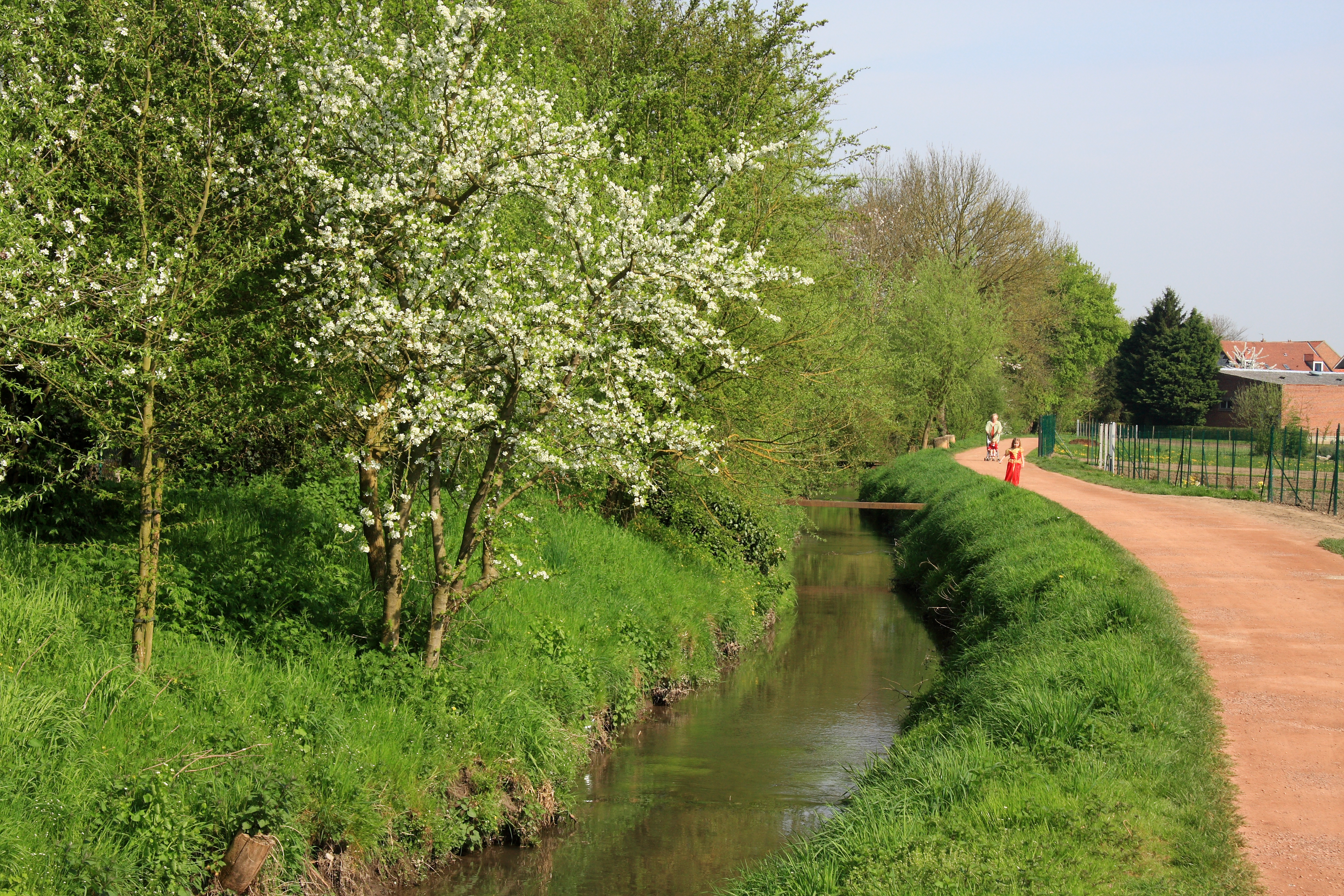
Promenade du Crinchon réaménagée à Achicourt.

Le Crinchon est un cours d'eau de première catégorie. 
Le Crinchon a été réhabilité par la communauté urbaine d'Arras. De même la communauté de communes des vertes vallées a un plan quinquennal de restauration et d'entretien des berges.
Le Sentier de grande randonnée de pays de l'Artois suit son cours au nord de celui-ci, sur toute sa longueur, d'Arras à Bailleulmont.

## Histoire

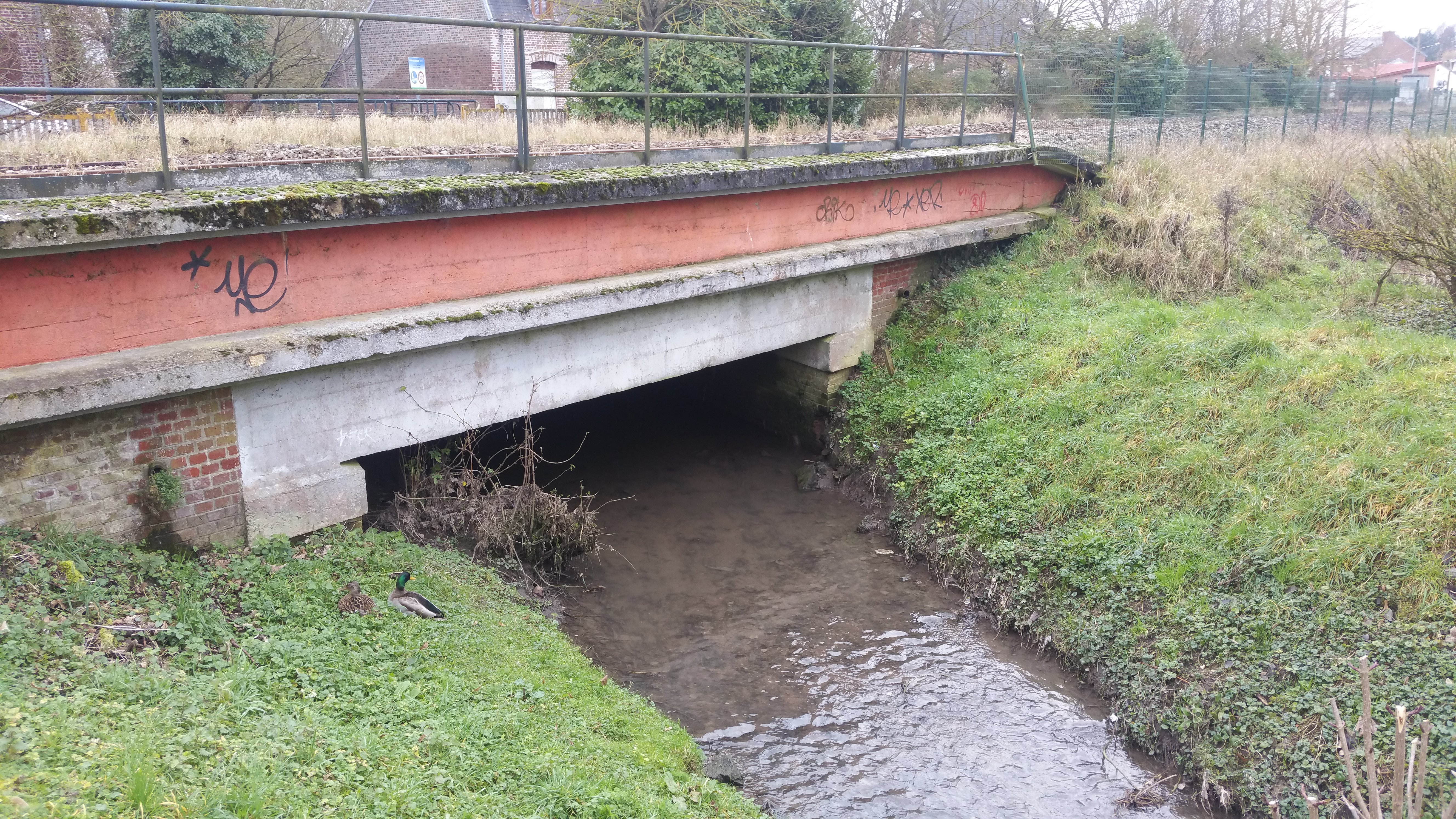
Pont ferroviaire à Achicourt, franchi par les lignes d'Arras à Saint-Pol-sur-Ternoise et de Doullens à Arras.

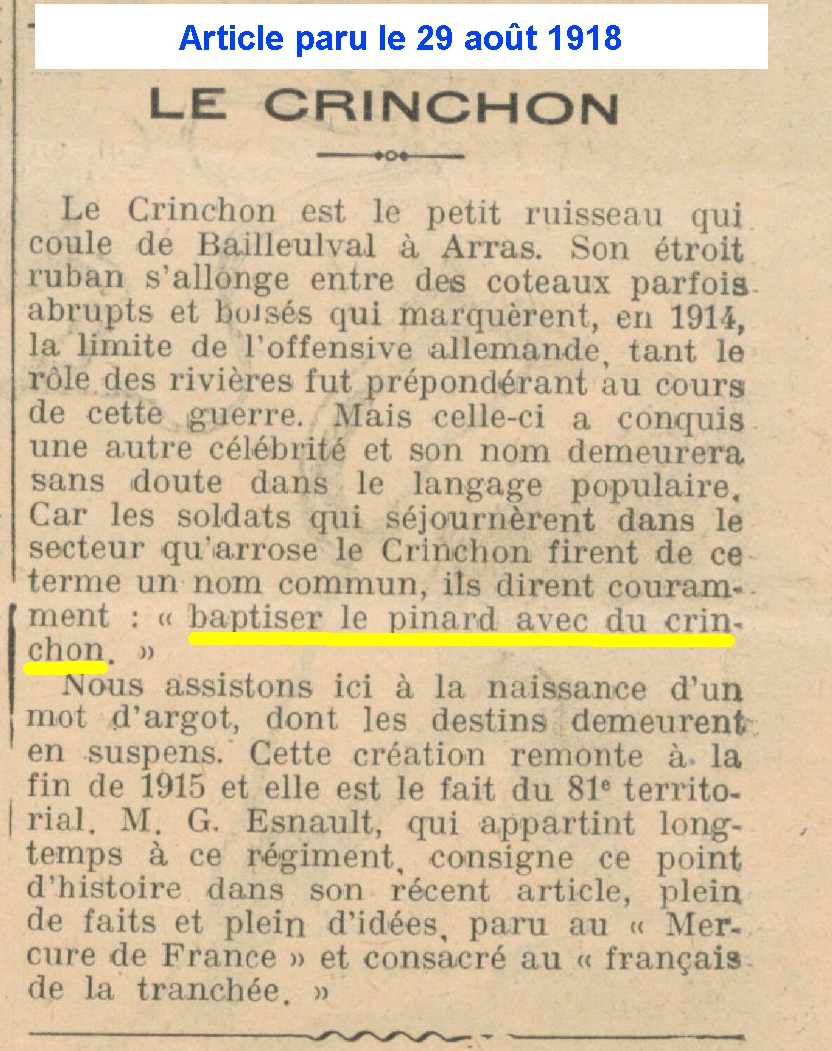
Baptiser son pinard avec du crinchon.

Le Crinchon était exploité par les hommes préhistoriques dont de nombreuses traces ont été retrouvées dans la région, avec par exemple un « gisement paléolithique au lieu-dit Le Champ-Quint, à cheval sur les communes de Ficheux et de Blairville, sur un interfluve dominant la vallée du Crinchon », avec des centaines de pièces dont quelques pointes Levallois, des racloirs, couteaux à dos, grattoirs, quelques pointes moustériennes ainsi qu'une vingtaine de silex taillés bifaces de type cordiforme ou amygdaloïde. dans un étage de surface très dégradées par les labours successifs.
C'est à la confluence des vallées de la Scarpe et du Crinchon, que fut construite la ville antique de Nemetacum, qui fut le centre politico-administratif des Atrébates. Cette capitale augustéenne Ier siècle s'étendait sur une quarantaine d'hectares au Haut-Empire romain, construite « à la romaine » selon un réseau orthogonal relié aux axes périphériques principaux conduisant respectivement à Amiens et Cambrai. La cité s'est réduite au Bas-Empire, mais en se protégeant par un castrum cernant une surface d'environ dix hectares. L'étude des dépotoirs domestiques de l'époque augustéenne laisse penser que des personnalités riches (peut être romaines pour certaines) habitait là, profitant des eaux de la Scarpe et du Crinchon
C'est sur la rive droite du Crinchon que l'abbaye Saint-Vaast fut construite , là où selon la légende Vaast d'Arras aurait mis en fuite un ours avant de lui ordonner de ne plus franchir le Crinchon.
Situé sur la ligne de front durant toute la Première Guerre mondiale, l'eau du Crinchon était l'objet d'un calembour, dans le langage des soldats : « Baptiser son pinard avec du crinchon ».

Le Crinchon, gros ruisseau ou petite rivière était autrefois traversé probablement par un gué puis via un pont par la route l'Estrée (strata) qui conduisait de Boulogne et Thérouane à Cambrai. La route et le Crinchon participeront au développement de l'industrie drapière au moins à partir du début du XIe siècle.
De Bailleumont à Arras, le Crinchon est aussi une jolie rivière chantante du bassin de la Scarpe. Rivière se targue de posséder les principales sources du Crinchon « en temps de mortes eaux ». Connues sous le nom de la Fontaine, elles débouchent dans un bassin rectangulaire, entouré de murs en 1723 sous le règne de Louis XV. Puis ces eaux passent par une porte et se retrouvent dans un petit étang du parc du château de Bretencourt. Ce « carré des sources » est un lieu de promenade très prisé. Pour y entendre le grillon ou y rencontrer l’ours que saint Vaast apprivoisa naguère ?
En 1788, le médecin militaire de Horne qui vient analyser les eaux de l'Arrageois y décrit deux vallées grasses et fertiles, de la Scarpe et du Crinchon en précisant « on ne trouve point à trente lieues à la ronde, des légumes plus succulens que ceux qu'elles produisent (...) il y a peu d'eau dans l'Artois aussi bonne que celle de la capitale : on y en trouve de trois sortes, de puits, de fontaines & du ruisseau nommé Crinchon : dans la ville on ne fait point usage de cette dernière eau pour la boisson ni pour les aliments ; mais on y a recours pour les bains domestiques, en la prenant au-dessus de l'endroit où elle commence à être gâtées par les immondices ; elle est encore préférée à toute autre, même dans la ville, pour faire de la bière, & elle a été renommée de tout temps  pour les teintures.  »
Le Crinchon a été depuis longtemps contrôlé, redressé et modifié. Certains de ses anciens bras ont été créés ou modifiés pour les besoins des tanneries, souvent depuis comblés, dont l'un a fait l'objet de fouilles archéologiques de sauvetage dans les années 1990, à l'occasion de la création d’un parking dans la rue Saint-Étienne, au lieu-dit « Val Saint-Étienne ». Dans les couches d'époque médiévale, des constructions du XIVe siècle ont été mises au jour, contre l'ancien cours d’eau, avec 14 fours en tuiles d'argile maçonnées avec de l'argile et en forme de fer à cheval, qui « supportaient probablement des cuves en métal ». Y étaient associé des « fosses de dégraissage » offrant « pour la première fois, des observations concrètes sur l’organisation spatiale des ateliers de teinturiers et de foulons médiévaux ». Un mobilier archéologique rare et inédit à Arras, daté du XVe au XVIIIe siècle a aussi été trouvé (dont objets en cuir (chaussures, fourreau...). Le Crinchon est sur une partie de son cours enterré dans sa traversée urbaine.

## Étymologie
Un crinchon, c’est un grillon domestique en patois (crincher signifie « frotter énergiquement »).